# Резолюция 238 на Съвета за сигурност на ООН
Резолюция 238 на Съвета за сигурност на ООН е приета единодушно на 19 юни 1967 г. по повод Кипърския въпрос.
Като взема предвид мнението на генералния секретар по въпроса, както и изразеното желание от страна на Република Кипър престоят на Мироопазващите сили на ООН в Кипър да бъде удължен и след 26 юни 1967 г., с Резолюция 238 Съветът за сигурност, заставайки зад предишните си резолюции по Кипърския въпрос, удължава срока на престой на Мироопазващите сили на ООН, разположени в Кипър с още шест месеца — до 26 декември 1967 г. Резолюцията призовава всички страни в конфликта да проявяват максимална сдържаност и да положат целенасочени усилия за постигане целите на Съвета за сигурност.